# Salomão
Salomão (em hebraico: שְׁלֹמֹה‎, romaniz.: Šəlōmō; em grego: Σολομών; em latim: Salomon), também chamado de Jedidias (em hebraico: יְדִידְיָהּ‎, romaniz.: Yeḏīḏyāh; em grego: Τζεντίντια; em latim: Iedidias), foi um rei do Reino Unido de Israel (mencionado, sobretudo, no Livro dos Reis), filho de David com Bate-Seba, que se teria tornado o terceiro rei do Reino Unido de Israel, governando durante cerca de quarenta anos (segundo algumas cronologias bíblicas, de 966 a 926 a.C.).
Salomão também tem obras sapienciais a si atribuídas na Bíblia, como Provérbios, Eclesiastes e Cântico dos Cânticos, o que lhe rendeu a fama de ser um dos homens mais sábios do mundo antigo. E também livros extra bíblicos como o Testamento de Salomão, que conta sobre sua capacidade de dar ordens aos espíritos, anjos e demônios, habilidade também mencionada no Alcorão . 
No judaísmo, ele é visto como o mais sábio dentre os reis de Israel, porém, abaixo da sabedoria de homens como Maimônides e Rashi, comentadores da Torá. No cristianismo, ele é visto como sábio, o qual apenas Jesus Cristo pôde supera-lo, pois Ele mesmo afirmou ser maior do que Salomão.
O atual consenso na História afirma que Salomão existiu e reinou sobre Israel e Judá por volta do século X a.C., mas que as descrições bíblicas de sua riqueza são anacrônicas e exageradas pelos escritores contratados pelo Rei Josias. 

## Etimologia
O nome Salomão ou Shlomô (em hebraico:  שלמה), deriva da palavra Shalom, que significa "paz" e tem o significado de "Pacífico" (em árabe: سليمان; romaniz.: Sulayman). O nome é também chamado de Jedidias (em hebraico: יְדִידְיָהּ; romaniz.: Yedidyah; lit.  "amado pelo Senhor") pelo profeta Natã.

## Antecedência
Enquanto o pai de Salomão, o rei Davi, esteve adoecido na cama, houve uma certa revolta pelo trono de Israel. A oposição do rei usurpador Absalão pôde ser comparada a Adonias, um dos filhos sobreviventes de Davi. Adonias, apoiado por Joabe, ex-comandante de Davi, e por Abiatar, o sumo sacerdote, tentou roubar-lhe o trono nos últimos dias de vida do rei, fazendo até uma festa da coroação.
Quando se descobriu o caso, aliados de Salomão fizeram com que Davi se lembrasse da promessa que se fizera ao filho, e esse deu ordens acerca da ascensão de Salomão ao trono de Israel, e esse foi coroado como rei oficial, sendo ungido pelo sacerdote Zadoque. Naquela época, Salomão era jovem, sendo que a idade era abaixo dos 18 anos.
Depois da morte de seu pai, Salomão seguiu as instruções que Davi lhe havia prometido e agiu de conformidade a solidificar sua posição como rei e desmanchar sua oposição. Assim, após eliminar Adonias e Joabe e banir Abiatar, o rei passou a reinar sem oposição interna. Vale ressaltar que Salomão herdou de Davi um extenso território, com aproximadamente 128 mil km².

## Reinado de Salomão

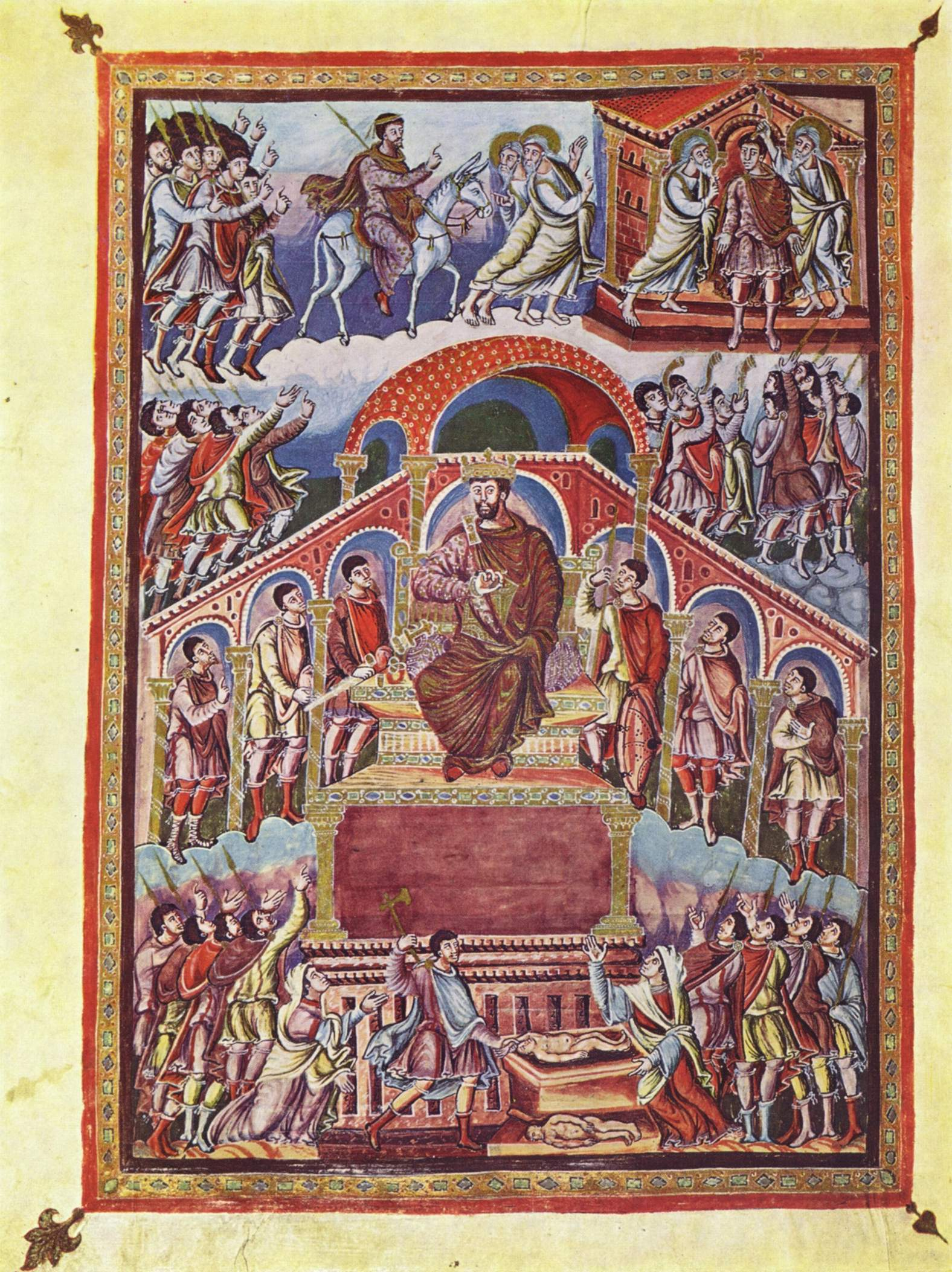
Salomão em seu trono
Ingobertus, c. 880, Basílica de São Paulo Extramuros, Roma

Diferentemente de seu pai, Salomão não se tornou um líder guerreiro, pois isso não foi necessário. Mostrou, de acordo com a tradição judaica, ser um grande governante e um juiz justo e imparcial. Soube habilmente desenvolver o comércio externo e da indústria, as relações diplomáticas com países vizinhos, o que levou a um progresso considerável das cidades israelitas.

### Sabedoria de Deus
Salomão foi o rei bíblico mais famoso por sua sabedoria. Em I Reis, sacrificou a Deus, e a deidade mais tarde lhe apareceu num sonho, perguntando-lhe o queria dele. Salomão pediu sabedoria. Satisfeito, Deus respondeu pessoalmente à oração de Salomão, prometendo-lhe grande sabedoria porque não pediu recompensas para servir a si, como vida longa ou a morte de seus inimigos.

### Esposas, concubinas e idolatria

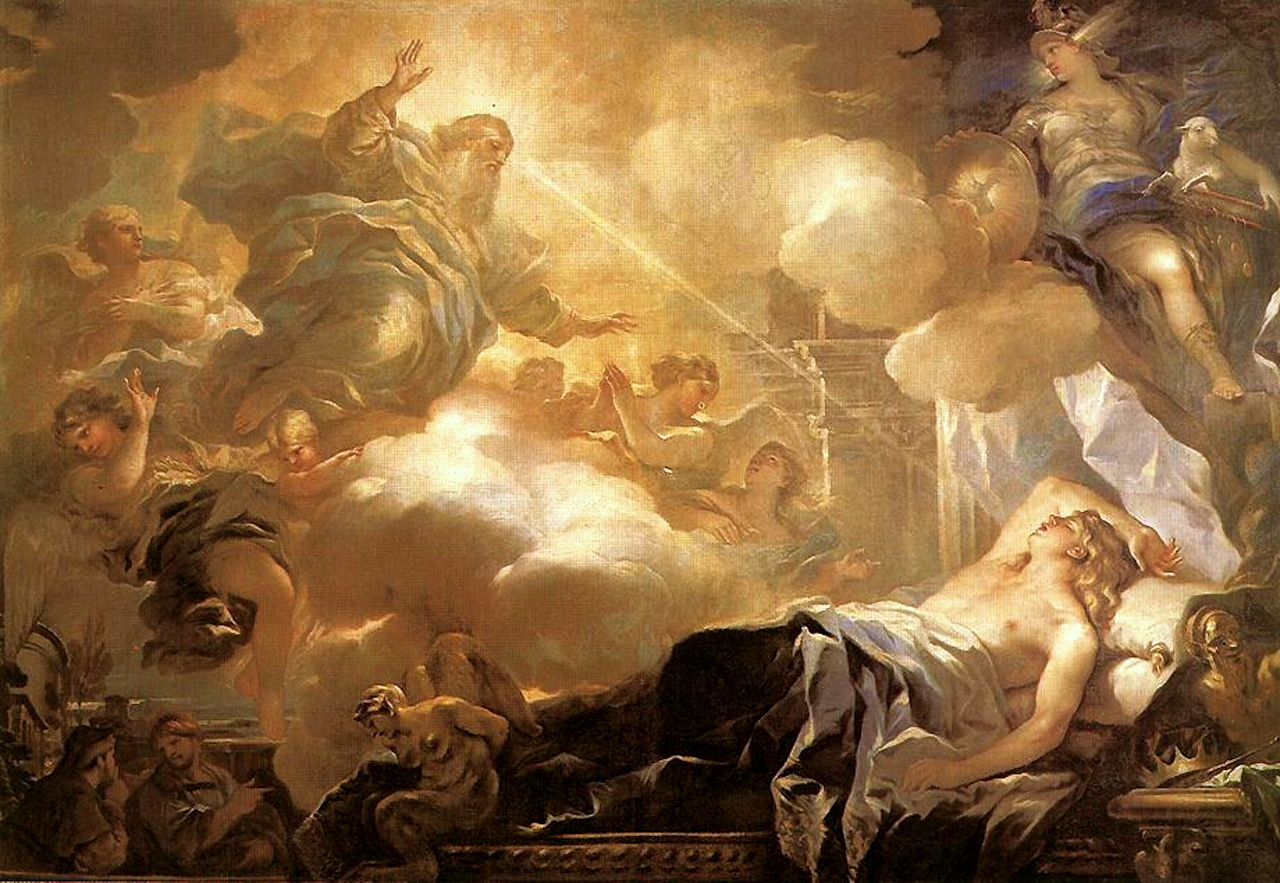
O Sonho de Salomão, c. 1694-1695, óleo sobre tela, feita por Luca Giordano.

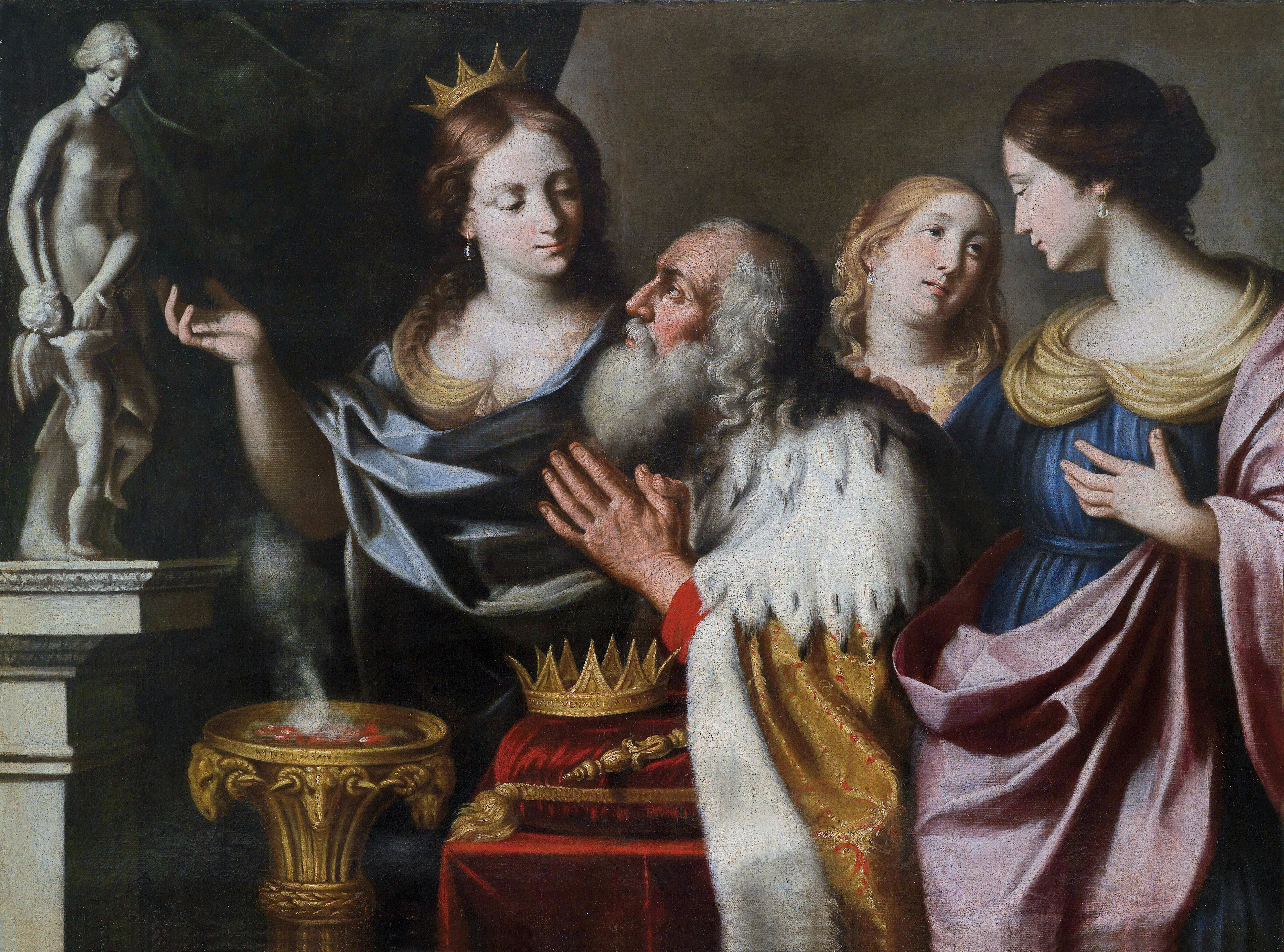
Rei Salomão e suas esposas. Obra ilustrada em 1668 por Giovanni Venanzi

De acordo com o relato bíblico, Salomão tinha 700 esposas e 300 concubinas. Foram descritas como princesas estrangeiras, incluindo a filha do Faraó e mulheres moabitas, amonitas, edomitas, sidônias e hititas. Seu casamento com a filha do Faraó parece ter cimentado uma aliança política com o Egito, enquanto se apegava às outras esposas e concubinas "no amor". 
A única esposa mencionada por nome é Naamá, a amonita, mãe de Roboão, sucessor de Salomão. A narrativa bíblica menciona, com desaprovação, que Salomão permitia às suas mulheres estrangeiras importar suas divindades nacionais, construindo templos para Astarote e Milcom.
No ramo da análise literária que examina a Bíblia, chamado de alta crítica, a história de Salomão caindo na idolatria pela influência da filha do Faraó e suas outras esposas estrangeiras é "normalmente vista como obra de historiadores deuteronomistas", que se acredita terem escrito, compilado ou editado textos para legitimar as reformas do bisneto de Ezequias, o rei Josias, que reinou por volta de 641 a 609 a.C. (mais de 280 anos após a morte de Salomão, segundo os estudiosos da Bíblia). O consenso acadêmico neste campo sustenta que "as esposas de Salomão foram apresentadas na edição 'josiânica' (normalmente Dtr) de Reis como uma construção teológica para culpar o cisma [entre Judá e o Reino do Norte de Israel] por seus crimes".

### Riquezas de Salomão
É certo que dentro os reis da Antiguidade Mansa Musa do Império Mali foi o homem mais rico, porém, na tradição judaico-cristã se conta que Salomão teria alcançado maior riqueza do que todos os reis de Israel, o que não é testemunhado pela arqueologia e evidências materiais, mas é afirmado com base em trechos do texto bíblico:
"O peso do ouro que se trazia a Salomão cada ano era de seiscentos e sessenta e seis talentos de ouro" de tributos, além das outras fontes que não eram o próprio povo.
"Todas as taças de que se servia o rei Salomão eram de ouro, [...] não havia nelas prata, porque nos dias de Salomão não se lhe dava  estimação alguma", ou seja, a riqueza em ouro do rei era tamanha que não precisava demonstrar sua riqueza em prata. Uma hipérbole bíblica: "Fez o rei que, em Jerusalém, houvesse prata como pedras e cedros (madeira nobre) em abundância como os sicômoros (espécie de árvore comum na região) que estão nas planícies."
"O rei tinha no mar uma frota de Társis, com as naus de Hirão; de três em três anos, voltava a frota de Társis, trazendo ouro, prata, marfim, bugios e pavões. Assim, o rei Salomão excedeu a todos os reis do mundo, tanto em riqueza como em sabedoria. Todo o mundo procurava ir ter com ele para ouvir a sabedoria que Deus lhe pusera no coração. Cada um trazia o seu presente: objetos de prata e de ouro, roupas, armaduras, especiarias, cavalos e mulas, assim, ano após ano."
O rei Salomão realizou uma expedição a Ofir, terra cuja localização é imprecisa. "Dentre as sugestões apresentadas estão o oeste da Arábia, o cabo Horn, na África, a Índia e até mesmo no atual Brasil." Nesta expedição contou com o apoio de seu amigo, o rei de Tiro, Hirão, que lhe enviou marinheiros experientes. A descrição da expedição é "Chegaram a Ofir e tomaram de lá quatrocentos e vinte talentos de ouro, que trouxeram ao rei Salomão".

### Julgamento

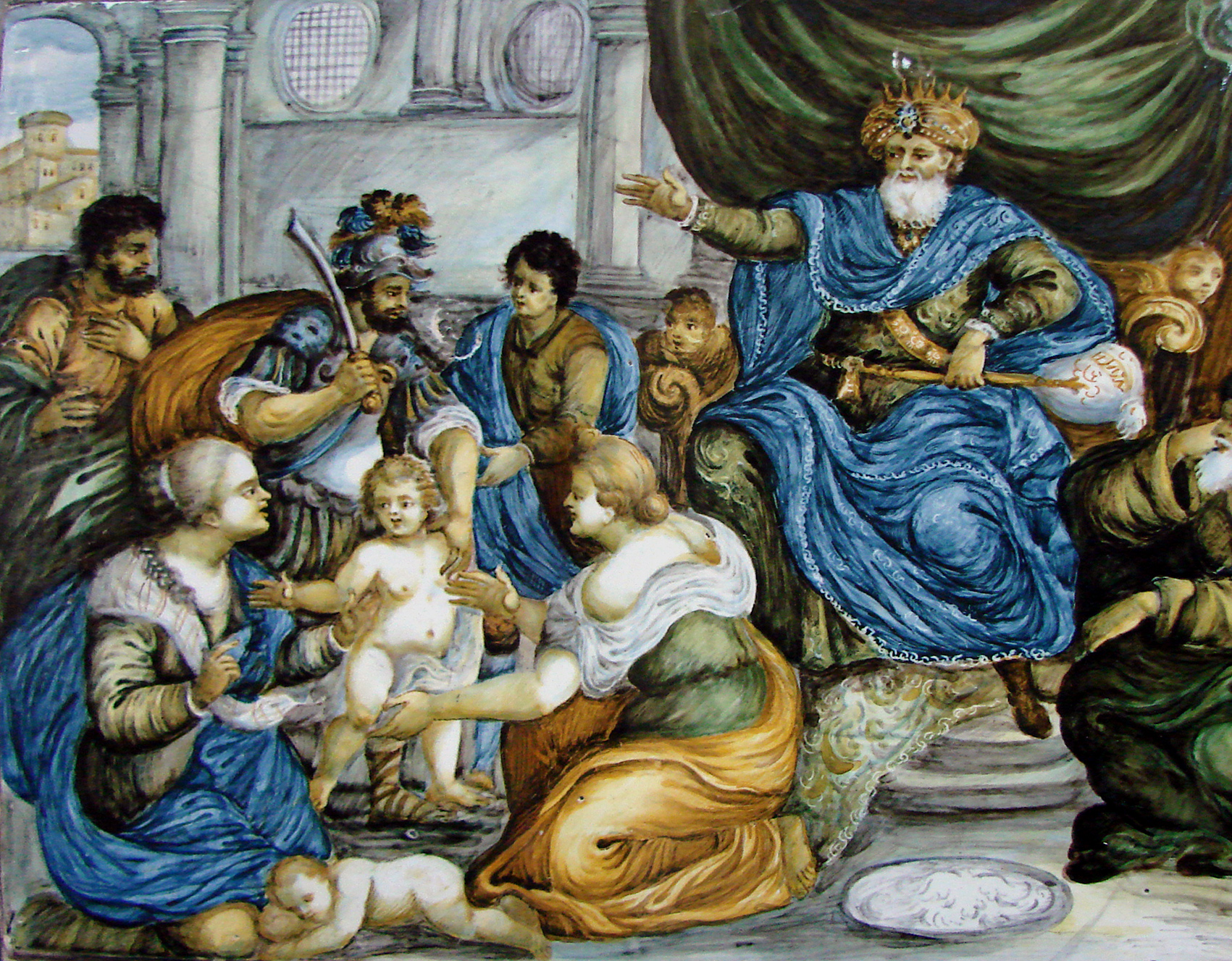
O Julgamento de Salomão, pintura em cerâmica, Castelli, século XIX, Museu de Belas-Artes de Lille.

É-lhe atribuída a famosa história de que duas mulheres foram ao seu palácio. Duas mulheres tiveram filhos juntas, um dos filhos morreu e a mãe do que morreu pegou o da outra mãe. De manhã, essa percebeu que aquele que havia morto  não era seu filho e começaram a discutir. Foram até ao palácio do rei Salomão e contaram-lhe a história. Ele mandou chamar um dos guardas e ordenou-lhe: "Corta o bebê ao meio e dá um pedaço a cada uma". Falado isso, uma das mães começou a chorar e disse: "Não, prefiro ver meu filho nos braços de outra do que morto nos meus", enquanto a outra disse: "É-me justo". Salomão, reconhecendo a mãe na primeira mulher, mandou que lhe entregassem.

### Templo de Salomão
Salomão ordenou a construção do primeiro Templo de Jerusalém, que começou a ser construído no quarto ano de seu governo, no segundo mês do ano 480 depois da saída de Israel do Egito. Foram necessários 30 000 trabalhadores para serrar a madeira no Líbano, 70 000 para o transporte das cargas e 80 000 que talhavam as pedras nas montanhas, além de 3 300 chefes-oficiais.
O templo media sessenta côvados de comprimento, vinte de largura e trinta de altura. Era todo revestido em seu interior por cedro, madeiras nobres, e nenhuma pedra se via; o chão era de tábuas de cipreste, também madeira nobre; posteriormente cobriu-se todo o interior do templo de ouro puro. O Santo dos Santos, câmara mais especial, que guardava a Arca da Aliança, era revestido totalmente de ouro, e era um cubo cuja aresta media vinte côvados. O altar também foi coberto de ouro. O templo também apresentava enormes átrios (pátios) exteriores.

### Salomão e a Rainha de Sabá
Em uma passagem breve, não elaborada e enigmática, a Bíblia Hebraica descreve como a fama da sabedoria e riqueza de Salomão se espalhou por toda parte, tanto que a rainha de Sabá decidiu que o deveria conhecer. A rainha é descrita como visitante com uma série de presentes, incluindo ouro, especiarias e pedras preciosas. Quando Salomão lhe deu "tudo o que ela desejou, tudo o que pediu", saiu satisfeita.
Se a passagem é simplesmente para fornecer um breve símbolo, uma testemunha estrangeira da riqueza e sabedoria de Salomão, ou dever-se-ia haver algo mais significativo para a visita da rainha, não se sabe; no entanto, a visita da Rainha de Sabá tornou-se o assunto de inúmeras histórias.
Sabá é tipicamente identificada com os sabeus, uma nação que já se estendeu pelo Mar Vermelho nas costas do que hoje são Eritreia, Somália, Etiópia e Iêmen, na Arábia Feliz; embora outras fontes a situem na área do que hoje é o norte da Etiópia e da Eritreia. Em um relato rabínico (por exemplo, Targum Seni), Salomão estava acostumado a ordenar que as criaturas vivas do mundo dançassem diante de si (relatos rabínicos dizem que Salomão recebera o controle de todas as coisas vivas de Javé), mas um dia ao descobrir que o galo da montanha ou poupa (Nome aramaico: nagar tura) estava ausente, ele o convocou, e o pássaro disse-lhe que estava procurando por um lugar novo.
O pássaro havia descoberto uma terra no leste, extremamente rica em ouro, prata e plantas, cuja capital se chamava Kitor e cujo governante era a Rainha de Sabá, e o pássaro, a seu próprio conselho, foi enviado por Salomão para solicitar o presença imediata da rainha na corte de Salomão.
Um relato etíope do século XIV (Kebra Negast) afirma que a Rainha de Sabá teve relações sexuais com o rei Salomão e deu à luz no riacho Mai Bella na província de Hamasiem, Eritreia. A tradição etíope tem um relato detalhado do caso. A criança era um filho que se tornou Menelique I, rei de Axum, e fundou uma dinastia que reinaria como o primeiro judeu e depois o Império Etiópe por mais de 2.900 anos (menos um episódio de usurpação, um intervalo de cerca de 133 anos até que um herdeiro legítimo do sexo masculino recuperasse a coroa) até Haile Selassie foi derrubado em 1974. Menelique era considerado um judeu praticante que recebeu do rei Salomão uma réplica da Arca da Aliança; e, além disso, que o original foi trocado e foi para Axum com ele e sua mãe, e ainda está lá, guardado por um único sacerdote encarregado de cuidar do artefato como tarefa de sua vida.
A reivindicação de tal linhagem e da posse da Arca há sido uma importante fonte de legitimidade e prestígio para a monarquia etíope ao longo dos muitos séculos de sua existência, e teve efeitos importantes e duradouros na cultura etíope como um todo. O governo etíope e a igreja negam todos os pedidos para ver a alegada arca.
Alguns rabinos da era clássica, atacando o caráter moral de Salomão, alegaram, em vez disso, que a criança era ancestral de Nabucodonosor II, que destruiu o templo de Salomão cerca de 300 anos depois.

### Punição de Salomão e inimigos
Segundo o relato bíblico, Salomão havia cometido um grave pecado ao afrontar a religião monoteísta de Israel devido as adorações aos deuses pagãos por causa das mulheres estrangeiras a quem as tomou, e isso não ficou impune. O comportamento cometido pelo rei foi reprovado por Deus que, por amor feito a Davi, não o julgou totalmente durante o período de vida de Salomão, mas que depois de sua morte, a partir do reinado de seu filho, o reino ser-lhe-ia tirado. Nessa ocasião, o reino de Israel dividiu-se em dois reinos conforme uma única fonte, o relato bíblico.
Além disso, o rei teve que enfrentar seus novos inimigos, a quem os ameaçou e foram levantados por Deus, como Hadade, o edomita, Rezom, o fundador do Reino de Arã-Damasco, e Jeroboão I (um dos oficiais de Salomão que foi contra à sua política), na qual Salomão tentou quebrar a profecia feita por Deus tentando matá-lo, mas fugiu ao Egito de Sisaque I.

### Cisma de Roboão e a divisão do reino
Segundo as escritas sagradas ao Cristinianismo e Judaismo, com a sua morte, Roboão, seu filho, sucedeu-lhe no trono. Em vez de ouvir o conselho dos anciãos das tribos de Israel para aliviar a carga tributária e os trabalhos compulsórios impostos por seu pai, mandou aumentá-los, o que levou à rebelião das tribos setentrionais e à divisão do reino em dois novos: o Israel Setentrional (ou Reino das Dez Tribos, tendo como rei Jeroboão I cuja capital se tornou Siquém) e o Israel Meridional (tendo por capital Jerusalém e como rei, Roboão).

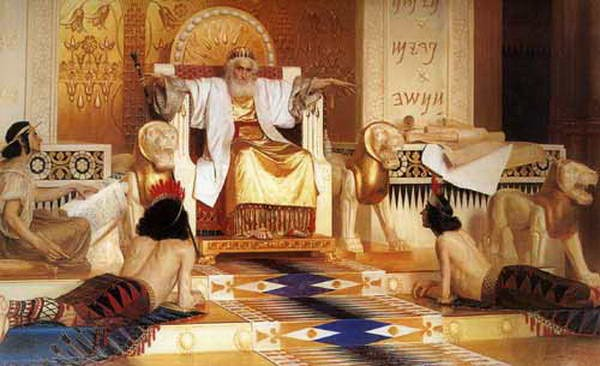
“Vaidade das vaidades; tudo é vaidade”. Isaak Asknaziy ilustra um velho e meditativo rei Salomão.
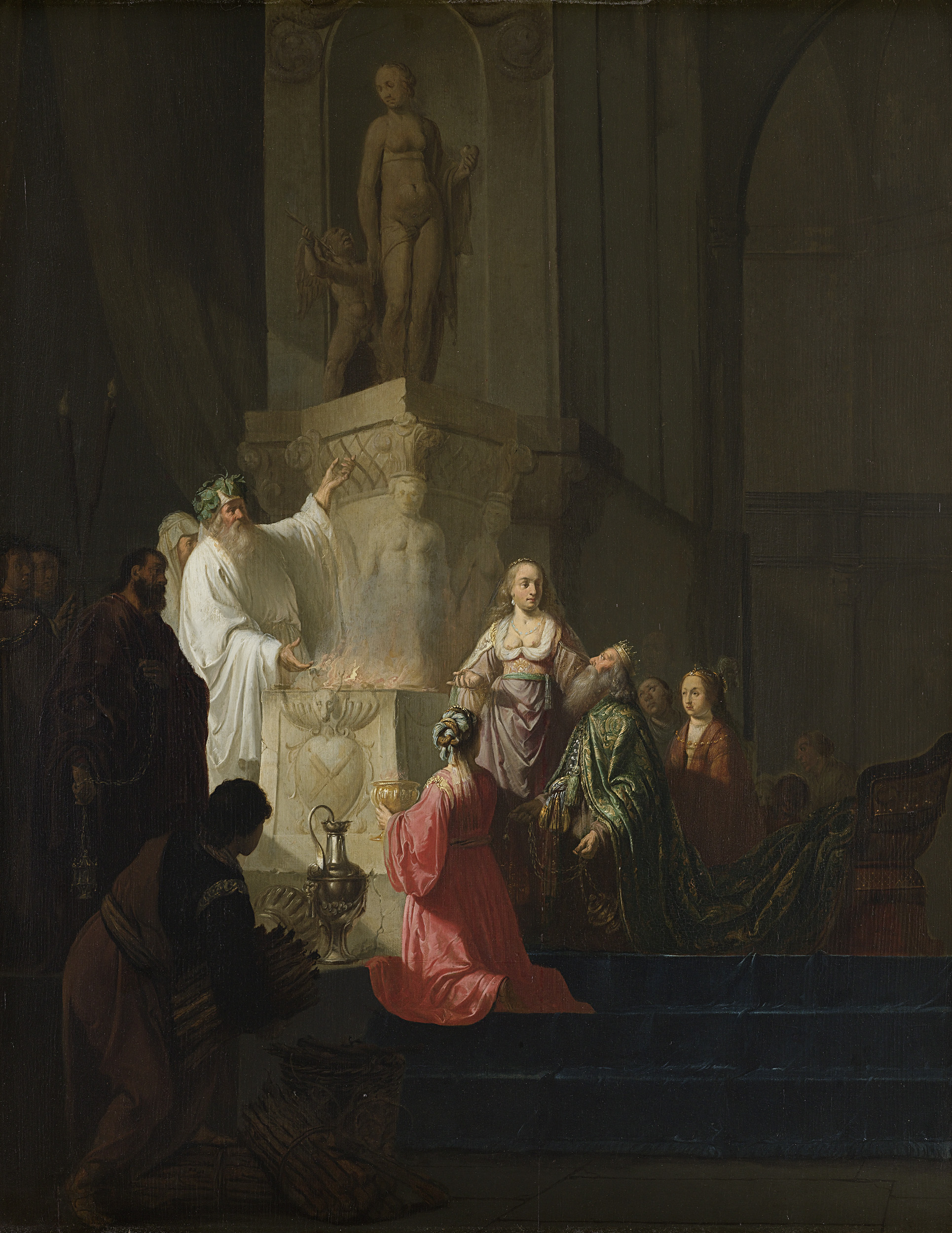
A descida de Salomão à idolatria, Willem de Poorter, Rijksmuseum. O pecado de Salomão teria sido iniciado por adquirir mulheres estrangeiras.
O Reino Unido se separa, com o governo de Israel sob Jeroboão I (azul), e o governo de Judá sob Roboão.

## Registros históricos e arqueológicos
O principal documento que diz a respeito do rei Salomão são os testemunhos de suas lendas mostradas na Bíblia, que afirmam que Salomão construiu um reino amplo e próspero, conforme descrito no Livro dos Reis, ao ponto de que a Rainha de Sabá teria viajado a Jerusalém por sua fama e encantou-se com sua sabedoria. Entretanto, as menções acerca da riqueza de Salomão e do reino de Israel presentes na Bíblia não são apenas superficiais, mas relatam expressivas fortunas, como a adquirida na expedição a Ofir, onde o lucro foi de cerca de dezesseis toneladas de ouro (precisamente 420 talentos de ouro), e a necessária para a construção do Templo de Salomão. Números considerados inflados e anacrônicos, uma vez que o Livro dos Reis teria sido escrito por volta de 586 a.C., muitos séculos após sua vida, e não há provas materiais de tamanha riqueza, se tratando de parte de sua narrativa lendária. 
Em 2010, descobriram-se antigas fortalezas escavadas em Jerusalém que sustentam, nesse aspecto e em partes, a narrativa bíblica da época do Rei Salomão. Já em 2013, uma equipe de arqueólogos encontrou uma mina de cobre em Israel, evidenciando, através de fezes de animais, que o local fora usado para produção do metal em larga escala, no século X a.C., época de Salomão. A partir do fato, os pesquisadores consideraram verossímil que os adornos narrados na Bíblia tenham, de fato, sido usados na construção do templo.